# Nanotechnologie

Neue Materialien wie Fullerene (d-f) oder Carbon-Nanotubes (h) sind Nanotechnologie und werden schon jetzt in vielen Gebieten eingesetzt

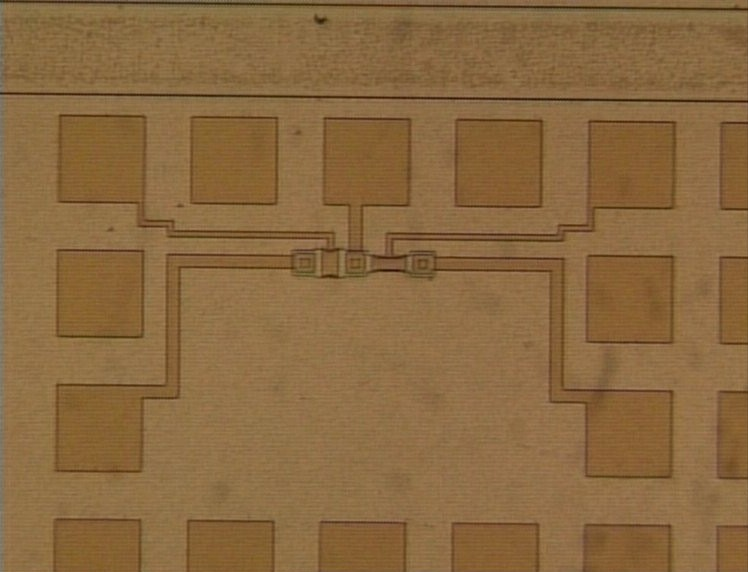
Schon heute liegt die Größenordnung der Transistoren (siehe Bild) eines handelsüblichen Mikroprozessors im Bereich der Nanotechnologie. Es werden 5 nm breite Strukturen erreicht.

Der Sammelbegriff Nanotechnologie, oft auch Nanotechnik (altgriechisch νᾶνος nános ‚Zwerg‘), gründet auf der allen Nano-Forschungsgebieten zu Grunde liegenden gleichen Größenordnung der Nanopartikel vom Einzel-Atom bis zu einer Strukturgröße von 100 Nanometern (nm): Ein Nanometer ist ein Milliardstel Meter (10−9 m). Diese Größenordnung bezeichnet einen Grenzbereich, in dem die Oberflächeneigenschaften gegenüber den Volumeneigenschaften der Materialien eine immer größere Rolle spielen. Die Vermutung ist, dass in dieser Größe Quanteneffekte ausschlaggebend sind. 
In Nanopartikeln sind relativ wenige Atome agglomeriert, womit sich die Zahl an Elektronen gegenüber größeren Objekten desselben Materials signifikant verkleinert. Typischerweise vergrößert sich der Abstand zwischen den einzelnen Energieniveaus und die Annahme eines quasi kontinuierlichen Energiespektrums (wie z. B. bei der Bandtheorie im Festkörper) ist keine gute Näherung mehr. Darauf beruht u. a. der Volumeneffekt, auf dem wiederum viele vom normalen Material abweichende Eigenschaften beruhen wie Löslichkeit, Farbe, Transparenz und Leitfähigkeit. Eine weitere wichtige Eigenschaft ist die durch den Volumeneffekt hervorgerufene Schmelzpunkterniedrigung mit abnehmenden Partikelradius.
Weiterhin wird die Aufnahme in den Körper und die Mobilität in Organismen bei kleineren Partikeln erhöht, was zur Folge haben kann, dass die Blut-Hirn-Schranke überwunden werden kann. Auch können Nanopartikel von der Lunge in die Blutbahn gelangen.
Mit dem Begriff wird heute die entsprechende Forschung in der Cluster-, Halbleiter- und Oberflächenphysik, der Oberflächen- und anderen Gebieten der Chemie sowie in Teilbereichen des Maschinenbaus und der Lebensmitteltechnologie (Nano-Food) bezeichnet.
Schon heute spielen Nanomaterialien eine wichtige Rolle. Sie werden zumeist auf chemischem Wege oder mittels mechanischer Methoden hergestellt. Einige davon sind kommerziell verfügbar und werden in handelsüblichen Produkten eingesetzt, andere sind wichtige Modellsysteme für die physikalisch-chemische und materialwissenschaftliche Forschung.
Ebenfalls bedeutend ist die Nanoelektronik. Deren Zugehörigkeit zur Nanotechnologie wird in der wissenschaftlichen und forschungspolitischen Praxis nicht einheitlich gesehen. Unklar und unerforscht sind in vielen Bereichen die Wirkungen und der Einfluss der meist künstlich hergestellten Teilchen auf die Umwelt.
Eine Entwicklungsrichtung der Nanotechnologie kann als Fortsetzung und Erweiterung der Mikrotechnik angesehen werden (Top-down-Ansatz), doch erfordert eine weitere Verkleinerung von Mikrometerstrukturen meist völlig unkonventionelle neue Ansätze. Die Chemie folgt in der Nanotechnologie oft dem entgegengesetzten Ansatz: bottom-up. Chemiker, die üblicherweise in molekularen, d. h. Sub-Nanometer-Dimensionen arbeiten, bauen aus einer Vielzahl von einzelnen Moleküleinheiten größere nanoskalige Molekülverbunde auf. Ein Beispiel dazu sind Dendrimere.
Ein kleiner Zweig der Nanotechnologie beschäftigt sich mit Nanomaschinen (siehe molekulare Maschine) oder Nanobots.

## Ursprünge der Nanotechnologie
Als Vater der Nanotechnologie gilt Richard Feynman auf Grund seines im Jahr 1959 gehaltenen Vortrages „There’s Plenty of Room at the Bottom“ (Ganz unten ist eine Menge Platz), auch wenn erst Norio Taniguchi den Begriff „Nanotechnologie“ 1974 erstmals gebrauchte:

“Nano-technology mainly consists of the processing of separation, consolidation, and deformation of materials by one atom or one molecule.”

Nanotechnologie im Sinne dieser Definition ist die Veränderung von Materialien, sei es Atom für Atom oder Molekül für Molekül. Das schließt ein, dass die kritischen Eigenschaften von Materialien oder Geräten im Nanometerbereich liegen können, und dass diese Materialien und Geräte aus einzelnen Atomen bzw. Molekülen konstruiert werden. Heute wird Nanotechnologie aber nur noch selten in diesem engen Sinn benutzt, heute schließt man (wie oben erläutert) auch die Herstellung von Nanomaterialien auf chemischem Wege in diesen Begriff mit ein.
Unabhängig von Taniguchi machte 1986 Eric Drexler den Begriff weithin bekannt. Er inspirierte mit seinem Buch Engines of Creation viele heutzutage bekannte Wissenschaftler und Mediziner, darunter auch Richard E. Smalley (Fullerene), dazu, Nanotechnologie zu studieren. Drexlers Definition von Nanotechnologie ist strenger als die Taniguchis: Sie beschränkt sich auf die Konstruktion von komplexen Maschinen und Materialien aus einzelnen Atomen.

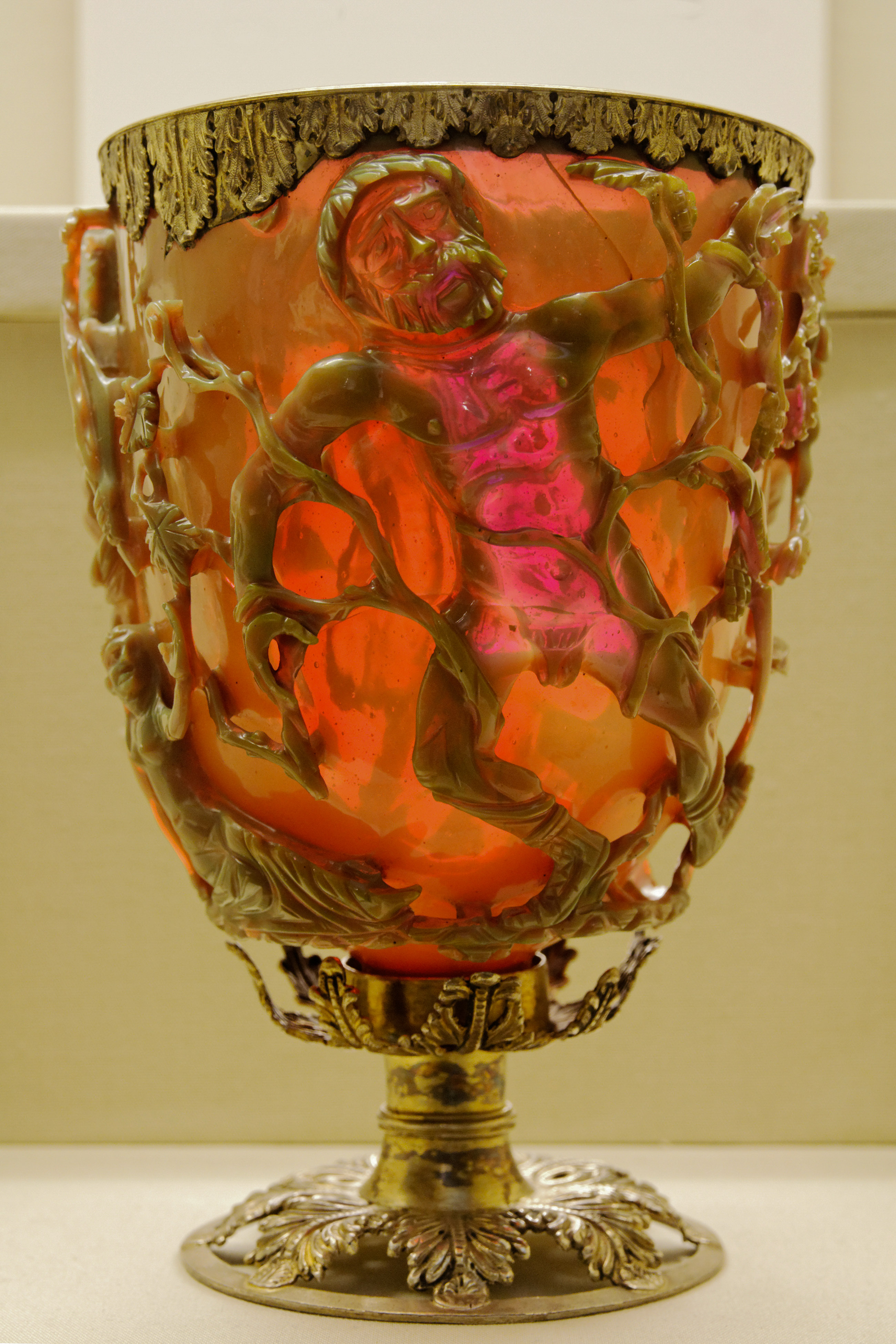
Der Lykurgusbecher, dichroitisches römisches Glas mit Nanopartikeln aus dem 4. Jh.

Nach dieser Definition fällt die heutige Nanotechnologie also nicht unter das, was Drexler als Nanotechnologie ansieht. Dies veranlasste Drexler im Verlauf der 1990er Jahre dazu, seine Vorstellung von Nanotechnologie zur Abgrenzung in Molekulare Nanotechnologie (MNT) umzubenennen, denn vielfach wurde und wird der Begriff zur Bezeichnung aller Arbeiten verwandt, die sich mit Nanostrukturen befassen, auch wenn dabei gewöhnliche chemische, pharmazeutische oder physikalische Methoden verwendet werden.
Tatsächlich stehen derzeit viele Wissenschaftler Drexlers Vision von Nanotechnologie skeptisch bis offen ablehnend gegenüber. Wenn es auch nach Ansicht der Verfechter der MNT ihren Gegnern bisher nicht gelungen ist, überzeugende wissenschaftliche Argumente gegen die Umsetzbarkeit von MNT vorzubringen, halten viele doch die Machbarkeit für wenig wahrscheinlich; auch wenn Drexler mit Nanosystems 1991 ein Lehrbuch zu MNT herausgegeben hat, das auf Basis seiner Doktorarbeit am Massachusetts Institute of Technology (MIT) in wissenschaftlicher Form die zu ihrer Verwirklichung nötigen Schritte beschreibt. Über die Jahre wurden zwar einige Annahmen Drexlers experimentell bestätigt, doch es bleiben viele Vorbehalte, die einer Verwirklichung entgegenstehen: Selbst wenn es gelänge, beispielsweise einen Nanomotor aus Metall herzustellen, wäre er nicht lange funktionsfähig: Schon der Wasserfilm, der aufgrund der Kondensation von Luftfeuchtigkeit an der Metalloberfläche entsteht, würde den Motor lahmlegen. Metalle wie Eisen, Stahl oder Aluminium bilden an Luft einen dünnen Oxidfilm, der bei gewöhnlichen Werkstücken nicht stört. Die Oxidation von Nanometallen führt aber in der Regel zur vollständigen Umwandlung in das Oxid. Ein Nanomotor aus Metall würde also durch Luftsauerstoff quasi verbrannt. Man könnte also nur einen Motor bauen, der aus einem Stoff besteht, der durch Wasser nicht oxidiert.
Wenn man Makromoleküle in Vakuum oder in Luft im Abstand von weniger als einigen Atomdurchmessern aneinander vorbeibewegen wollte, dann würden sie durch die Van-der-Waals-Kräfte aneinander kleben bleiben. Wenn man aber die Makromoleküle in Wasser oder in eine andere geeignete Flüssigkeit einbettet, dann übernimmt die Flüssigkeit die Van-der-Waals-Kräfte, und man kann die Makromoleküle reibungsarm aneinander vorbeibewegen. Auf diese Weise funktionieren lebende Zellen, und der Geißel-Antrieb der Bakterien erreicht 50 Umdrehungen pro Sekunde. Einzelne Atome oder Moleküle rein mechanisch festzuhalten oder loszulassen wird ebenfalls durch die Van-der-Waals-Kräfte erschwert, was als das „Klebrige-Finger-Problem“ bezeichnet wurde. Dieses Problem, und auch die rein mechanische Herstellung von kovalenten Bindungen, wurde durch das Anlegen einer elektrischen Spannung bewältigt, was hier gezeigt wurde.
Ein Beispiel für die Verwendung von Nanotechnologie im 4. Jahrhundert n. Chr. ist der Lykurgosbecher. Der optisch dichroitische Effekt konnte zu der Zeit nicht erklärt werden, beruht jedoch auf im Glas dispergierten Nanopartikeln aus Gold und Silber. Der Herstellungsprozess ist bis heute nicht vollständig verstanden.

## Nanotechnologie als Trendwort
Nanotechnologie im Sinne Drexlers zieht ihre Faszination aus ihrer zwiespältigen Natur. So behaupten ihre Befürworter, die ausgereifte MNT ermögliche einerseits materiellen Reichtum für die gesamte Menschheit, die Besiedelung des Weltraums und individuelle Quasi-Unsterblichkeit; andererseits biete sie die Möglichkeit der Katastrophe für die gesamte Menschheit durch Kriege, globale Terroranschläge, einen unüberwindbaren Polizeistaat und totale Verfremdung des heutigen Menschenbilds durch Gentechnik. Diese sehr gegensätzlichen Aspekte machen Nanotechnologie in Drexlers Sinn vor allem für die Literatur interessant. Zahlreiche Autoren der Science-Fiction haben Nanotechnologie als Element in ihre Geschichten aufgenommen und als Buch oder Film umgesetzt. Dabei werden häufig die negativen Aspekte der Technologie beleuchtet und verarbeitet. Ein Beispiel für Lebewesen in Film und Fernsehen, die unter anderem Nanotechnik einsetzen, sind die Borg.
Die meisten Wissenschaftler halten Drexlers Visionen für überzogen. Manche betrachten ihn trotz seiner Studien eher als einen mehr oder weniger guten Science-Fiction-Autor.
Nanotechnologie wurde auch als politisches Projekt beschrieben. Die Unschärfe des Begriffs würde demnach überhaupt erst die Anziehungskraft der Nanotechnologie ausmachen.

## Vorbilder in der Natur

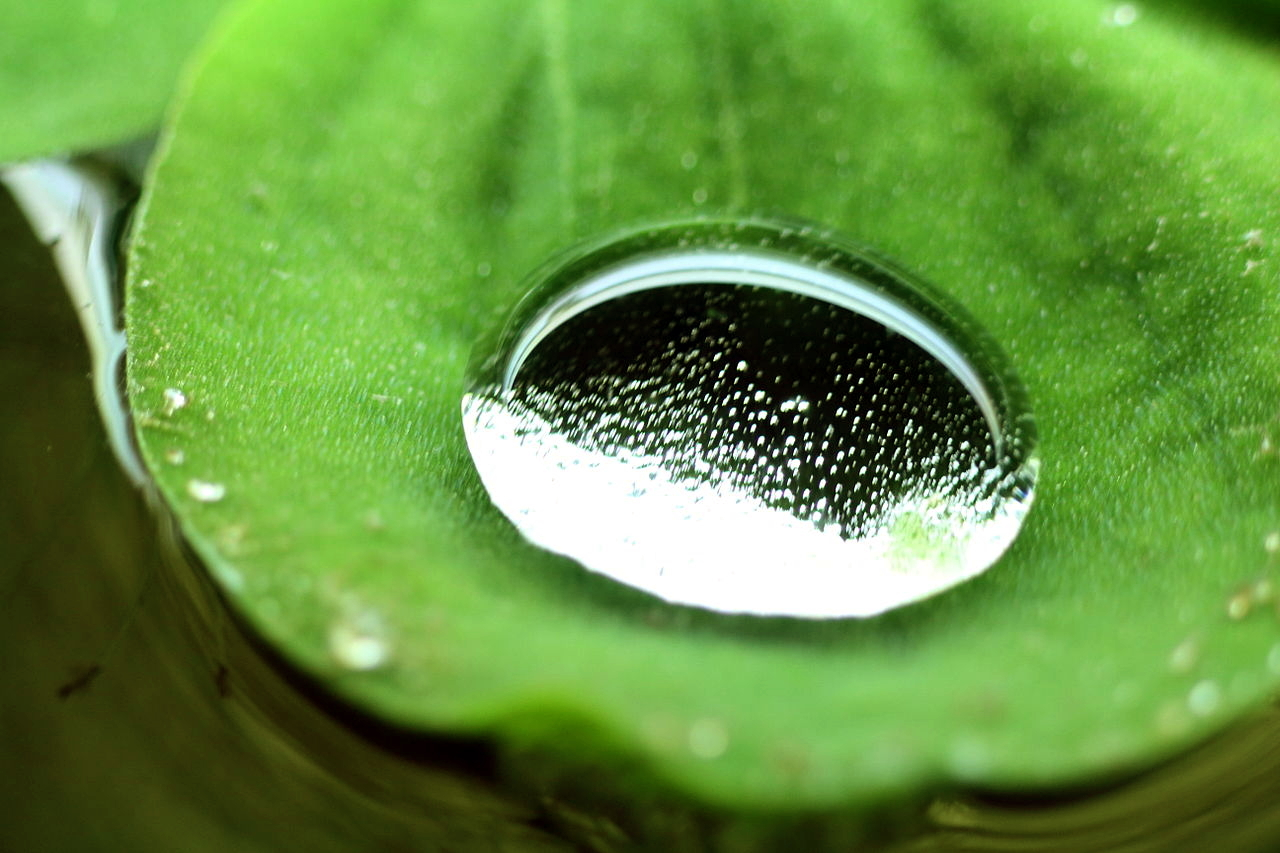
Lotoseffekt auf Lotosblatt

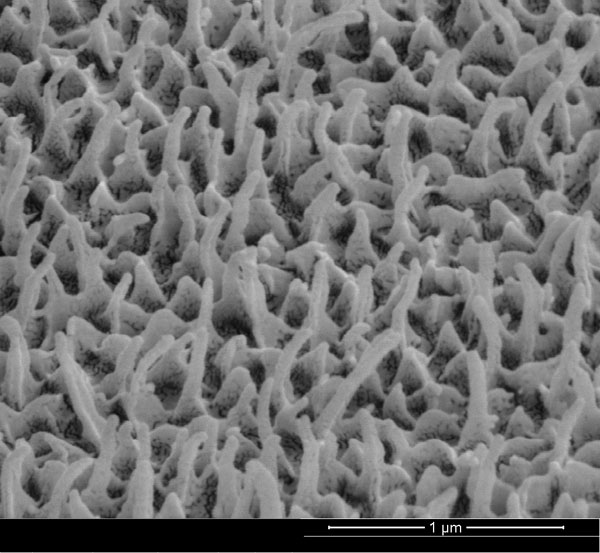
Nanosäulen auf der Flügeloberfläche des Glasflügelfalters

Effekte wie sie viele Nanotechnologien nutzen, kommen häufig in der Natur vor. So sind an Fliegenbeinen nanometergroße Haare, die der Grund dafür sind, dass diese Insekten an Decken und Wänden laufen können. Das bekannteste Beispiel für Nanotechnologie ist der Lotoseffekt: Feine Nanostrukturen sorgen dafür, dass Wasser auf dem Blatt der Lotosblume abperlt und die Haftung von Schmutzpartikeln minimiert wird. Die Flügel des Glasflügelfalters erscheinen transparent und reflektieren durch unregelmäßige Nanosäulen nur einen Bruchteil der infraroten bis ultravioletten Strahlung. Auch sind im Kalk von Muschelschalen organische und anorganische Stoffe im Nanobereich so eng aneinandergereiht, dass Muschelschalen extrem stabil und widerstandsfähig sind, derselbe Effekt existiert auch im menschlichen Knochen. Des Weiteren werden in jeder Verbrennung sehr viele Nanopartikel frei. Auch die Enzym-Moleküle, die Ribosomen, und die weiter oben erwähnten Geißel-Antriebe der Bakterien sind natürliche Nanomaschinen.

## Heutige nanotechnologische Produkte
Viele Produkte der Nanotechnologie sind schon, zum Teil seit über 40 Jahren, auf dem Markt, erhalten aber im Zuge des allgemeinen Medienrummels (Nano-Hype) oft im Nachhinein die Vorsilbe Nano. Zu den alltäglichen Anwendungen zählen:
- zahlreiche Pigmente und andere Zusatzstoffe (Additive) für Lacke und Kunststoffe, wie beispielsweise hochdisperse Kieselsäuren oder Ruß. Solche Lacke können unter anderem als Schutzanstrich für Karosserien verwendet werden.
- Nanobeschichtung, die sich mithilfe des Lotoseffekts selbst reinigen können. Dabei fungiert ein nanoskalisches Bindemittel als Alternative zu Chromatschichten bei der Automobillackierung. Andere Beschichtungen werden eingesetzt um Plastikflaschen gasdicht zu machen oder das Haft- und Fließverhalten von z. B. Ketchup in Behältern zu verbessern.
- Sonnencremes, die durch nanoskaliges Titandioxid Schutz vor ultravioletter Strahlung gewährleisten.
- Kleidungsstücke, die einen Nano-Verbund aufweisen und somit schmutzabweisend wirken. Diese Eigenschaft beruht darauf, dass die Schmutzteilchen an den winzigen Nano-Elementen nicht haften.
- In der Elektrotechnik werden Strukturen auf Prozessoren weiter auf zum Teil wenigen Nanometer miniaturisiert. Sensoren wie Gyroskope, Mikrophone, Hall Sensoren können kompakter gebaut werden und um ein Vielfaches sensitiver messen.

Typische moderne Vertreter von nanotechnologischen Produkten sind die sogenannten Quantenpunkte (englisch quantum dots). Auch moderne Prozessoren haben Strukturen, die kleiner sind als 100 nm und können daher als nanotechnologisch bezeichnet werden, obwohl das nicht üblich ist, da sie mit konventionellen fotolithografischen Verfahren hergestellt werden. Besondere Einsatzgebiete der Nanotechnologie sind heutzutage die Beschichtung von Oberflächen oder die Herstellung von zahnärztlichen Füllungsmaterialien. Nanofüllkörper verhalten sich bei diesen Anwendungen nicht mehr wie eine amorphe Substanz, sondern nehmen Eigenschaften von Flüssigkeiten an.

## Zusammenspiel der Wissenschaften
Eine große Besonderheit der Nanotechnologie ist, dass sie ein fachübergreifendes Zusammenspiel vieler, eigentlich spezialisierter Fachgebiete der Naturwissenschaften darstellt. So spielt die Physik eine wichtige Rolle, allein schon bei der Konstruktion der Mikroskope zur Untersuchung und vor allem wegen der Gesetze der Quantenmechanik. Für eine gewünschte Struktur der Materie und Atomanordnungen bedient man sich der Chemie. Der gezielte Einsatz von Nanopartikeln in der Medizin soll bei bestimmten Krankheiten helfen. Andererseits werden aber auch Strukturen, wie z. B. zweidimensionale Kristalle, im Nanometermaßstab als DNA-Origami oder DNA-Maschine konstruiert, weil diese sich mit bisherigen Technologien (z. B. der Polymerase-Kettenreaktion und der Phosphoramidit-Synthese) gut manipulieren lässt. Die Wissenschaft ist hier an einem Punkt angelangt, an dem die Grenzen der verschiedenen Disziplinen verschwimmen, man nennt Nanotechnologie deswegen auch eine konvergente Technologie.

## Potentielle Einsatzmöglichkeiten
Das momentan absehbare Ziel der Nanotechnologie ist die weitere Miniaturisierung der Mikro- und der Optoelektronik sowie die industrielle Erzeugung neuartiger Werkstoffe wie z. B. Nanoröhren. Für die Herstellung solcher Strukturen werden neue oder weiterentwickelte Techniken benötigt, die in dieser Konsequenz oft mit der Vorsilbe „nano-“ bezeichnet werden. Beispielsweise werden neue Strukturierungstechniken der Halbleitertechnik (vgl. Fotolithografie), die eine Fertigung von Strukturen im Nanometermaßstab ermöglichen, auch als Nanolithographie bezeichnet.
In der Medizin bieten Nanopartikel die Möglichkeit, neuartige Diagnostika und Therapeutika zu entwickeln, beispielsweise Kontrastmittel für die bildgebenden Verfahren der Computertomographie oder Magnetresonanztomographie, sowie neue Medikamente mit Nanopartikeln als Wirkstofftransporter oder -depot, beispielsweise in der Krebstherapie. Hierbei werden beispielsweise eisenoxidhaltige Nanopartikel in die Blutbahn injiziert, wodurch diese mit dem Blutstrom im Körper verteilt werden. Nach der Anreicherung im Tumor kann dieser durch ein angelegtes Magnetfeld erhitzt und somit zerstört werden. Im Fokus der Forschung stehen hierbei die Methoden, durch die eine gezielte Anreicherung der Nanopartikel im Tumor erreicht werden kann. Oberflächen aus Nanostrukturen bieten die Möglichkeit, langlebigere, biokompatible Implantate zu entwickeln. Diese Disziplin der Nanotechnologie wird auch als Nanobiotechnologie oder Nanomedizin bezeichnet.
In der Landwirtschaft hat die Nanotechnologie ebenfalls mögliche Anwendungen. So wird in Deutschland derzeit im Auftrag des BMELV die Entwicklung von Nanofasern als Trägermaterial von Pheromonen zugunsten des biologischen Pflanzenschutzes erforscht.
Das Ziel der Entwicklung in der Nanotechnologie ist die digitale, programmierbare Manipulation der Materie auf atomarer Ebene und die daraus resultierende molekulare Fertigung bzw. molekulare Nanotechnologie (MNT). Untersuchungen bis in den atomaren Bereich sind heute mit dem Elektronenmikroskop, dem Rastertunnelmikroskop oder dem Rasterkraftmikroskop möglich. Mit ihnen lassen sich jedoch auch aktiv einzelne Nanostrukturen formen.

## Kritik
Ende der 1990er Jahre rückte die Nanotechnologie stärker in das öffentliche und mediale Interesse. Mit wachsenden Versprechungen („Dritte industrielle Revolution“) traten verstärkt auch die Nanotechnologie kritisierende Stimmen an die Öffentlichkeit. Eine Initialfunktion für die Diskussion in Deutschland ist einem ursprünglich im April 2000 im Magazin Wired erschienenen Artikel von Bill Joy „Why the future doesn’t need us“ zuzuschreiben. Joy weist mit dramatischem Gestus auf gravierende Folgen der neuen Techniken – Gentechnik, Nanotechnologie, Robotik – hin und fordert Verzicht: Angesichts der Unsicherheit und Begrenztheit des Wissens über den Fortgang technischer Entwicklungen und der weitreichenden Potenziale von Nanotechnologie entstünden Risiken, denen man nur durch Verzicht auf Entwicklung und Nutzung dieser Techniken ausweichen könne. In der Folge werden durch wissenschaftliche Institutionen und Nichtregierungsorganisationen eine ganze Reihe von Studien und Positionspapieren publiziert, die sich aus unterschiedlicher Perspektive mit möglichen Folgen der Nanotechnologie beschäftigen und in ihren (politischen) Empfehlungen weit auseinandergehen.
Im Juli 2004 legten die Royal Society und die Royal Academy of Engineering einen umfangreichen Bericht vor, in dem sie eine stärkere Regulierung von Nanotechnologien fordern. Der Bericht war ein Jahr zuvor von der britischen Regierung in Auftrag gegeben worden. Studien des Center for Biological and Environmental Nanotechnology (CBEN) an der Rice University zufolge reichern sich Nanopartikel über die Nahrungskette in Lebewesen an. Dies bedeute nicht zwangsläufig eine Schädlichkeit, betonen die Autoren, verweisen jedoch auf andere Technologien, die am Anfang ebenfalls als ungefährlich galten. Der Risikoforscher und Direktor des Stockholm Environment Institute Roger Kasperson sieht in der Nanotechnologie-Debatte Parallelen zum frühen Atomzeitalter.
Die ETC Group forderte 2003 ein Moratorium für die Nanotechnologie wegen befürchteter unkalkulierbarer Risiken. Im selben Jahr veröffentlichte Greenpeace eine kritische Studie zur Nanotechnologie. Populär wurde die Kritik an einer eventuellen Unberechenbarkeit der neuen Technologie auch durch fiktionale Texte wie den 2002 erschienenen Roman Prey von Michael Crichton.

### Militante Aktionen
Im Mai und August 2011 wurden mehrere sich mit Nanotechnologie befassende Wissenschaftler am Instituto Politécnico Nacional und Instituto Tecnológico y de Estudios Superiores de Monterrey zum Ziel von Anschlägen, bei denen es Verletzte gab. Die Gruppe Individuals Tending To Savagery (ITS) bekannte sich zu den Anschlägen. In einem am 23. August veröffentlichten Manifest wird die Befürchtung geäußert, Nanopartikel könnten sich unkontrolliert reproduzieren und das Leben auf der Erde auslöschen. Theodore Kaczynski wird darin gelobt.

## Risiken und Gefahren
2004 erschien der Report Nanotechnologie. Kleine Teile – grosse Zukunft? der schweizerischen Rückversicherungsgesellschaft Swiss Re. Der Report eines der weltgrößten Rückversicherer äußert die Befürchtung, dass Nanotubes ähnliche Auswirkungen auf die menschliche Gesundheit haben könnten wie Asbest. Versicherungen wird empfohlen, die Risiken von Nanotechnologie auf keinen Fall unbegrenzt zu versichern. Um kumulative Folgeschäden für die Branche zu vermeiden, wird gefordert, Versicherungsverträge bei Nanotechnologie grundsätzlich mit einer maximal abzudeckenden Schadenshöhe zu versehen.
Im Juni 2005 veröffentlichte die Allianz Versicherungs-AG zusammen mit der OECD eine Studie über die Chancen und Risiken von Nanotechnologie. Das Fazit: Forschung und Industrie müssten fundierte Erkenntnisse über Risiken erarbeiten. Wichtig seien internationale Standards, Langzeit-Beobachtung und Risiko-Transfer. „Das eigentliche Risiko der Nanotechnologie“, so die Studie „ist die Lücke, die zwischen ihrer dynamischen Entwicklung und dem Wissen um mögliche Gefahren und den gültigen Sicherheitsstandards zur Vermeidung negativer Auswirkungen besteht.“ Die beteiligten Allianz-Experten warnen vor „mögliche[n] Risiken […], die nicht nur gesundheitliche, sondern auch weitreichende wirtschaftliche Folgen haben könnten, wenn mit ihnen nicht professionell umgegangen wird.“
Am 8. April 2006 veröffentlichte die Washington Post einen Artikel mit der Überschrift „Nanotech Raises Worker-Safety Questions“, in dem beklagt wird, dass „keine bundesstaatlichen oder Bundesregeln zum Arbeitsschutz die spezifischen Gefahren von Nanomaterialien betreffen, obwohl viele Labor- und Tierstudien gezeigt haben, dass Nanopartikel […] eigenartige biologische Reaktionen hervorrufen und viel toxischer sein können als größere Partikel derselben Chemikalien“. Der Artikel berichtet von Regierungsberatern, die nicht einmal wüssten, worauf genau sie ihre Untersuchungen konzentrieren sollten, auf deren Grundlage schließlich die erforderlichen Arbeitsschutzmaßnahmen zu entwickeln seien. Währenddessen gehe die Handhabung von Nanomaterialien in der Industrie ungebremst und ohne Sicherheitsstandards weiter.
Auf der Jahrestagung der US-amerikanischen American Association for Cancer Research im April 2007 wurde eine Untersuchung von Forschern der University of Massachusetts vorgestellt, die feststellte, dass Nanopartikel in Gewebezellen die DNA schädigen und Krebs auslösen können. Die Forscher empfehlen große Vorsicht bei Fertigungsverfahren mittels Nanotechnologie und die Vermeidung unkontrollierten Entweichens in die Umwelt. Sie beklagen die fehlenden gesetzlichen und arbeitsschutzregulierenden Maßnahmen hinsichtlich des Umganges mit Nanopartikeln: „Es wäre vernünftig, ihre Ausbringung in die Umwelt zu begrenzen“, so eine Forscherin der Universität.

## Schutzmaßnahmen vor Nanopartikeln am Arbeitsplatz
Die bisherigen Untersuchungen zeigen, dass technische Maßnahmen, die grundsätzlich gegen Stäube effektiv sind, auch geeignet sind, Nanopartikel und ultrafeine Partikel zu beseitigen. Partikel, die kleiner sind als 300 nm, werden vor allem mittels Abscheidung durch Diffusion (Brownsche Bewegung) und elektrostatische Kräfte aufgefangen.
Auch für Nanomaterialien sind die physikalisch-chemischen Eigenschaften in der Gefährdungsbeurteilung zu berücksichtigen und gegebenenfalls spezielle Schutzmaßnahmen zu ergreifen. Nanomaterialien können z. B. veränderte Explosionseigenschaften haben oder eine erhöhte Leitfähigkeit aufweisen und elektrische Geräte beeinflussen. Für Tätigkeiten mit staubförmigen Nanomaterialien sind zusätzliche Schutzmaßnahmen gefordert. Wenn technische Schutzmaßnahmen nicht ausreichen, muss persönlicher Atemschutz (z. B. Atemschutz der Filterklasse P3 oder P2) getragen werden. Ein zusätzlicher Chemikalienschutz kann unter Umständen nötig sein.

## Öffentliche Wahrnehmung
Im Allgemeinen wird die Nanotechnologie immer bekannter. 2004 war die Nanotechnologie 15 % der Menschen in Deutschland ein Begriff, 2007 waren es schon 52 %. Insgesamt bewerten die Menschen die Nanotechnologie positiv: 66 % finden, dass die Chancen die Risiken überwiegen. Vor allem im medizinischen Bereich sehen die Verbraucher gute Chancen für die Nanotechnologie. In der Nahrung dagegen befürworten nur 31 % Nanotechnologie.

### NanoDialog und NanoKommission
Im Jahr 2006 wurde beim Bundesministerium für Umwelt, Naturschutz und Reaktorsicherheit eine sogenannte NanoKommission als Beratungsgremium zu möglichen Chancen und Risiken der Nanotechnologie für Umwelt und Gesundheit eingerichtet. Unter der Leitung des ehemaligen Staatssekretärs Wolf-Michael Catenhusen haben Vertreter aus Wissenschaft, Wirtschaft, Bundesministerien sowie Umwelt- und Verbraucherschutzverbänden im Rahmen des von dem früheren Bundesumweltminister Sigmar Gabriel ausgerufenen sogenannten Nano-Dialogs in mehreren Expertengruppen nach Beratungen mit über 100 zusätzlichen externen Experten abschließende Empfehlungen für die Bundesregierung zusammengestellt, die am 2. Februar 2011 veröffentlicht wurden.

### nanoTruck
Anlässlich des „Jahres der Technik“ startete das Bundesministerium für Bildung und Forschung (BMBF) 2004 die Initiative „nanoTruck“ mit dem Ziel, einen offenen, transparenten und verständlichen Dialog mit der Bevölkerung über die Chancen, Risiken und Entwicklungspotenziale der Nanotechnologie voranzutreiben. Die Initiative wurde im Rahmen jeweils neu überarbeiteter Kampagnen dreimal verlängert. Die letzte Tour begann im April 2011 unter dem Titel „Treffpunkt Nanowelten“ und endete planmäßig im März 2015.
Inhaltlich befasste sich die Initiative insbesondere mit der anwendungsbezogenen Forschung und Entwicklung im Bereich der Nanotechnologie in Bezug auf die Lebens- und Arbeitswelten moderner Gesellschaften. So umfasste die Ausstellung neben Informationen zu den Grundlagen der Nanotechnologie zahlreiche Exponate zu verschiedenen Alltagsthemen, wobei auch der begleitenden Risikoforschung ein eigener Themenbereich gewidmet wurde. Darüber hinaus wurden Workshops und Vorträge angeboten, die sich vor allem an Schulklassen richteten.

### Deutsch

#### Bücher
- Niels Boeing: Nano?! – Die Technik des 21. Jahrhunderts. Rowohlt, Berlin 2004, ISBN 3-87134-488-5.
- Veit Bütterlin: Die Ökonomie der Nanotechnologie. Tectum Verlag, Marburg 2007, ISBN 978-3-8288-9443-3.
- Vlad Georgescu, Marita Vollborn: Nanobiotechnologie als Wirtschaftskraft. Campus Verlag, 2002, ISBN 3-593-36926-5.
- Uwe Hartmann: Faszination Nanotechnologie. Spektrum Akademischer Verlag, 2005, ISBN 3-8274-1658-2.
- Angelika Karger: Wissenschaftstheoretische Fragen und Aufgaben zur Nanotechnologie. In: Forum Technik, Theologie, Naturwissenschaften. Nr. 15, München 2006, S. 1–17.
- Thorsten Klooster: Intelligente Oberflächen in der Architektur und im Design. Birkhäuser Verlag, Basel 2009, ISBN 978-3-7643-8811-9.
- Uwe Lahl: Nanotechnologie: Aufbruch ins Ungewisse. Oekom Verlag, München 2006, ISBN 3-86581-050-0.
- Christian J. Meier: Nano. Wie winzige Technik unser Leben verändert. Primus Verlag, 2014, ISBN 978-3-86312-036-8.
- Alfred Nordmann, Joachim Schummer, Astrid Schwarz (Hrsg.): Nanotechnologien im Kontext. Philosophische, ethische und gesellschaftliche Perspektiven. Berlin 2006, ISBN 3-89838-074-2. (online)
- Herbert Paschen u. a.: Nanotechnologie – Forschung, Entwicklung, Anwendung. Springer-Verlag, 2004, ISBN 3-540-21068-7.
- T. Shelley: Nanotechnologie. Neue Möglichkeiten, Neue Gefahren. Übersetzung von U. Seith. Parthas-Verlag, Berlin 2007, ISBN 978-3-86601-720-7.
- Rainer Waser (Hrsg.): Nanoelectronics and Information Technology. Advanced Electronic Materials and Novel Devices. 3., vollständig überarbeitete Auflage. Weinheim 2012, ISBN 978-3-527-40927-3.

#### Berichte
- Büro für Technikfolgen-Abschätzung beim Deutschen Bundestag (TAB) „Technikfolgenabschätzung Nanotechnologie“, BT-Drs. 15/2713 (PDF; 2,5 MB) vom 15. März 2004
- Bundesministerium für Bildung und Forschung „nano.DE-Report 2011“ – Status quo der Nanotechnologie in Deutschland, Bonn/Berlin 2011.
- Gesellschaft Deutscher Chemiker Nano. Frankfurt/Heidelberg Oktober 2014.

#### Zeitschriftenaufsätze
- J. Kahn: Nanotechnologie. Miniroboter im Einsatz gegen Krebs, extrem kleine Datenspeicher: Wie neue Forschung unser Leben verändert. In: National Geographic Deutschland. Juni 2006, S. 132–153.
- Harald F. Krug: Nanosicherheitsforschung – sind wir auf dem richtigen Weg? In: Angewandte Chemie. 2014, 126, S. 12502–12518, doi:10.1002/ange.201403367 (Open Access)
- Nadrian C. Seeman: Karriere für die Doppelhelix In: Spektrum der Wissenschaft. Januar 2005.
- Stephan Wagner, Andreas Gondikas, Elisabeth Neubauer, Thilo Hofmann, Frank von der Kammer: Finde den Unterschied: synthetische und natürliche Nanopartikel in der Umwelt – Freisetzung, Verhalten und Verbleib. In: Angewandte Chemie. 2014, 126, S. 12604–12626, doi:10.1002/ange.201405050 (Open Access)
- Petra Schaper Rinkel: Governance von Zukunftsversprechen: Zur politischen Ökonomie der Nanotechnologie. (RTF; 376 kB) In: Prokla. Heft 145, 36 (2006) 4, S. 473–496.

#### Anderes
- Niels Boeing: Die Risiken der Nanotechnik. 22. Chaos Communication Congress, 29. Dezember 2005, ccc.de (PDF; 153 kB); zuerst erschienen als: Nanotechnik. In: Technology Review. Nr. 11, 2005, S. 32–44.
- Ferdinand Muggenthaler: Nanophysik und Nanoethik. In: Jungle World. 17. Dezember 2003 (Dossier, jungle-world.com)
- Valentin L. Popov: Kontaktmechanik und Reibung. Ein Lehr- und Anwendungsbuch von der Nanotribologie bis zur numerischen Simulation. Springer-Verlag, 2009, ISBN 978-3-540-88836-9, S. 328.

### Englisch
- K. Eric Drexler: Nanosystems: Molecular Machinery, Manufacturing and Computation. Crystal Dreams Pub, 1992, ISBN 0-471-57518-6 (Kapitel 1 u. 2).
- K. Eric Drexler: Engines of Creation. The coming era of nanotechnolog. Fourth Estate, 1996, ISBN 1-85702-486-9. (Auszüge)
- K. Eric Drexler, Chris Peterson, Gayle Pergamit: Unbounding the Future: Nanotechnology Revolution. Simon & Schuster, 1992, ISBN 0-671-71108-3. (Auszüge)
- Robert A. Freitas: Nanomedicine, Volume I: Basic Capabilities: 1. Landes Bioscience, 1999, ISBN 1-57059-645-X (nanomedicine.com).
- Douglas Mulhall: Our Molecular Future. Prometheus Books, 2002, ISBN 1-57392-992-1.
- G. Schmid (Hrsg.): Nanoparticles – From Theory to Application. Wiley-VCH, 2003, ISBN 3-527-30507-6.
- Stefan Sepeur, Nora Laryea, Stefan Goedicke, Frank Gross: Nanotechnology. European Coating Tech Files, 2008, ISBN 978-3-86630-906-7.
- Jean-Baptiste Waldner: Nanocomputers & Swarm Intelligence. ISTE, London 2007, ISBN 978-1-84821-009-7.
- Greenpeace: Future technologies, today’s choices Nanotechnology, Artificial Intelligence and Robotics: A technical, political and institutional map of emerging technologies. London 2003, ISBN 1-903907-05-5, greenpeace.org.uk (PDF).

- Joseph Kennedy: Nanotechnology: The Future Is Coming Sooner than You Think. In: Erik Fisher, Cynthia Selin, Jameson M. Wetmore (Hrsg.): The Yearbook of Nanotechnology in Society. Band I: Presenting Futures.. Springer Netherlands, 2008, ISBN 978-1-4020-8416-4, S. 1–21, doi:10.1007/978-1-4020-8416-4_1.
- The Royal Society (Hrsg.): Nanoscience and nanotechnologies: opportunities and uncertainties. 2004. nanotec.org.uk

- Nanofair 2004 New Ideas for Industry – International Symposium. (= VDI-Bericht 1839). 2004.
- A Look Inside Nanotechnology. In: AMPTIAC quarterly. Vol. 6, 1/2002. ammtiac.alionscience.com (Memento vom 31. März 2014 im Internet Archive) (PDF; englisch)